# Eszanozaur
Eszanozaur (Eshanosaurus deguchiianus) – teropod z grupy terizinozaurów. Jedyny znaleziony materiał to część żuchwy z zębami. Żył w okresie wczesnej jury (ok. 199-196 mln lat temu) na terenach wschodniej Azji. Jego szczątki znaleziono w Chinach. Eshanosaurus znaczy "jaszczur z Eshan", gdzie znaleziono materiał. Epitet gatunkowy honoruje Hikaru Deguchiianusa, który zachęcał i wspomagał w badaniach nad dinozaurami Xinga Xu - pierwszego autora naukowego opisu eszanozaura. Eshanosaurus deguchiianus różni się od innych terizinozaurów posiadaniem okrągłego okna w tylnej części kości zębowej.
Początkowo uznano eszanozaura za najbardziej bazalnego terizinozaura. Inne terizinozaury znane są dopiero z wczesnej kredy z terenów USA (Falcarius) i Chin (Beipiaosaurus). Falcarius jest znacznie prymitywniejszy niż Eshanosaurus, o czym świadczy boczna półka i odchylona w dół przednia część kości zębowej. Odcinek czasu dzielący oba został określony przez autorów opisu tego drugiego jako "anormalny". 
Pierwotnej identyfikacji eszanozaura jako terizinozaura dokonano na podstawie jedenastu cech, z których później wiele zakwestionowano jako potencjalne cechy innych kladów wśród Dinosauria (szczególnie zauropodomorfów) albo zależne od wieku osobnika. Prócz tych jedenastu postulowano także inne, mające zaprzeczyć lub potwierdzić terizinozaurową naturę Eshanosaurus. Barrett dokonał analizy tych cech i wykazał, że cztery z nich: zęby znajdujące się z przodu szczęki większe niż położone bardziej z tyłu, duża liczba zębów w porównaniu do wielkości żuchwy, szeroka, płaska półka (ang. szelf) z boku szeregu zębów i zęby z wyraźnym, rozszerzającym się od wierzchołka do podstawy grzbietem po stronie językowej – jednoznacznie wskazują, że to terizinozaur, a nie zauropodomorf. Dodatkowo dwie cechy - ząbkowanie niemal prostopadłe do dystalnych i środkowych krawędzi korony zęba oraz korzeń troszkę szerszy środkowodystalnie niż korona – dowodzą, że Eshanosaurus to teropod. Nie widać u niego żadnych synapomorfii Sauropodomorpha.